# 내륙자유꼬리박쥐
내륙자유꼬리박쥐(Mormopterus petersi)는 큰귀박쥐과(자유꼬리박쥐류)에 속하는 박쥐의 일종이다. 오스트레일리아의 토착종이다.

## 특징
작은 박쥐로 머리부터 몸까지 길이는 47mm이고, 어깨 길이는 32~40mm이다. 꼬리 길이는 25~26mm, 몸무게는 최대 14.8g이다. 털은 짧다. 등 쪽 털은 연한 갈색 또는 갈색빛 회색을 띠는 반면에 복부 쪽은 약간 연한 색을 띤다.